# Lee Ailesa

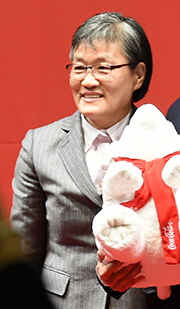

Lee Ailesa (koreanisch 이에리사; * 15. August 1954 in Seoul) ist eine ehemalige südkoreanische Tischtennisspielerin. Sie wurde mit Korea 1973 Mannschaftsweltmeister.

## Karriere in Korea
Mit 10 Jahren begann Lee Ailesa mit dem Tischtennisspielen. Sie machte rasch Fortschritte und gewann später siebenmal in Folge die nationale südkoreanische Meisterschaft. Internationale Beachtung fand sie, als sie 1970 bei den Asienmeisterschaften der Jugend den Titel im Einzel, Doppel und mit dem Team holte. Viermal nahm sie an Weltmeisterschaften teil. Dabei gewann sie immer eine Medaille mit der koreanischen Mannschaft: 1971 Bronze, 1973 Gold sowie 1975 und 1977 Silber. 1972 siegte sie bei den Internationalen Meisterschaften der Schweiz. Zwischendurch verdiente sie ihren Lebensunterhalt als Trainerin.
Eine Schulterverletzung zwang sie 1976 zu einer Pause.

## Deutschland
1980 kam sie – gegen den Willen ihrer Eltern – nach Deutschland. Vermittelt hatte den Kontakt der damals in Frankfurt spielende Fußballer Bum Kun Cha. Sie schloss sich dem Bundesligaverein FTG Frankfurt an. Hier blieb sie zwei Jahre lang und erzielte eine positive Bilanz von 65:2 und 64:4. 1982 kehrte sie nach Korea zurück. Erneute Beschwerden mit der Schulter zwangen sie zum Ende ihrer Karriere im Leistungssport.

## Funktionärin in Korea
1981 gehörte Lee Ailesa zu den Gründern der Korean Womens Sports Association (WSA). Später begann sie eine Trainerlaufbahn. Sie betreute das koreanische Damenteam bei den Olympischen Spielen 1984 bis 2004.
2006 wurde sie vom Internationalen Olympischen Komitee IOC mit der Trophäe Women and Sport ausgezeichnet.

## Privat
Lee Ailesas Vater arbeitete zunächst als Staatsbeamter, dann als Bauunternehmer. Sie hat drei Brüder und vier Schwestern. Nach dem Abitur arbeitete sie bei einer Bank.

## Turnierergebnisse
| Verband | Veranstaltung                   | Jahr | Ort        | Land | Einzel    | Doppel        | Mixed        | Team |
| ------- | ------------------------------- | ---- | ---------- | ---- | --------- | ------------- | ------------ | ---- |
| KOR     | Asienmeisterschaft TTFA         | 1970 | Nagoya     | JPN  |           | Halbfinale    |              | 1    |
| KOR     | Asienspiele                     | 1974 | Teheran    | IRI  | letzte 16 | Halbfinale    | Halbfinale   | 2    |
| KOR     | Asian Youth Champ. TTFA-Juniors | 1970 | Nagoya     | JPN  | Gold      |               |              | 1    |
| KOR     | Asian Youth Champ. TTFA-Juniors | 1970 | Nagoya     | JPN  | Gold      |               |              |      |
| KOR     | Asian Youth Champ. TTFA-Juniors | 1970 | Nagoya     | JPN  | Gold      |               |              |      |
| KOR     | Weltmeisterschaft               | 1977 | Birmingham | ENG  | letzte 16 | letzte 16     | keine Teiln. | 2    |
| KOR     | Weltmeisterschaft               | 1975 | Calcutta   | IND  | letzte 64 | letzte 32     | letzte 64    | 2    |
| KOR     | Weltmeisterschaft               | 1973 | Sarajevo   | YUG  | letzte 64 | Viertelfinale | letzte 16    | 1    |
| KOR     | Weltmeisterschaft               | 1971 | Nagoya     | JPN  | letzte 32 | letzte 32     | letzte 64    | 3    |

## Philatelie
Zum Titelgewinn im Mannschaftswettbewerb der Damen bei der Tischtennisweltmeisterschaft 1973 wurde von der Post in Süd-Korea am 23. Mai 1973 eine Briefmarke zu 10 Won zur Ausgabe gebracht (Michel-Katalog Nr. 872). Die Auflage der Briefmarke betrug 1.500.000 Stück – gedruckt in Schalterbögen zu 25 Stück.